# Корнгольд, Люциан
Люциан Корнгольд (пол. Lucjan Korngold; 1 июля 1897, Варшава, Польша — 6 февраля 1963, Сан-Паулу) — польский и бразильский архитектор.

## Биография
Люциан Корнгольд родился в Варшаве в 1897 году. В 1922 году окончил Варшавский политехнический университет.
Приехал в Палестину в 1933 году в числе 16 еврейских архитекторов, получивших образование в Польше (в составе большой волны репатриации из Польши 1933—1936 годов), через год вернулся в Варшаву. В Польше он спроектировал несколько вилл. В частности дом семьи Лепковски был построен в 1935 году на Французской улице, дом 2 в Варшаве, Неподалёку по адресу Królowej Aldony дом 3 он построил дом для самого себя. Он был также автором дома семьи Бжезинских (в настоящий момент улица Защитников Варшавы), особняка на улице Wąchocka дом 6 и ряда других зданий в столице Польши.
В 1940 году он переехал в Сан-Паулу (Бразилия), где продолжил свою карьеру и спроектировал ряд примечательных зданий, в частности 30-этажный CBI Esplanada.
В муниципальном архиве Тель-Авива находятся проекты зданий, подписанные архитектором Абрахамом Маркусфельдом (Abraham Markusfeld), которые приписываются[кем?] архитектору Корнгольду, возможно, проект дома Рубинского в Тель-Авиве, 1936.